# Preincarnate
Preincarnate è il primo album inciso dalla cantante statunitense Bethany Joy Lenz, nel 2002.

## Tracce
1. Overpopulated
2. 1972
3. Day After Today
4. Honestly
5. Josiah
6. Don't Walk Away
7. Las Palmas
8. Mr. Radioman